# Cyceron
 (avril 2018).
Si vous disposez d'ouvrages ou d'articles de référence ou si vous connaissez des sites web de qualité traitant du thème abordé ici, merci de compléter l'article en donnant les références utiles à sa vérifiabilité et en les liant à la section « Notes et références ».
Cyceron (anciennement Centre d'imagerie et de recherches en neurosciences) est un groupement d'intérêt public (GIP) créé en 1985 et mettant en commun les forces des grands organismes de recherche nationaux (l'Inserm, le CNRS et le CEA), des établissements de soins (le CHU de Caen et le Centre François Baclesse), de l’Université de Caen Normandie, des collectivités territoriales (la région Normandie et la communauté urbaine Caen la Mer) ainsi que du GIE GANIL.
L’activité de Cyceron se répartit en 3 grands volets :
- L’hébergement d’unités de recherche
- La formation et la production scientifique
- Le développement économique

## Historique
Le GIP Cyceron est fondé en 1985. De 1985 à 1988, il construit un centre de tomographie par émission de positons. Puis en 1989-1995 se produit une première phase d'expansion : le programme de neurosciences expérimentales et cliniques de l'ischémie. La deuxième phase d'expansion se fait entre 1996 et 2001, avec le programme de neuro-imagerie cognitive et la recherche clinique avec la TEP. 
Le GIP est réorganisé en 2002, et Cyceron créé sa plateforme d'imagerie in vivo. Une troisième phrase d'expansion se produit entre 2003 et 2006 : biologie moléculaire et cellulaire, et imagerie par résonance magnétique. Puis une quatrième entre 2007 et 2010, qui voit la mise en œuvre d'un centre de recherche à Cyceron : le Centre d'imagerie-neurosciences et d'applications aux pathologies. 
Entre 2012 et 2016 se produit la prorogation du GIP Cyceron. Enfin en 2017, une nouvelle prorogation : 7 unités de recherches et 1 unité de service au service de la recherche. Les activités nucléaires, telles que la production de radionucléides avec un cyclotron, sont contrôlées par l'Autorité de sûreté nucléaire.

## Description
Cyceron est une plateforme IBiSA d’imagerie in vivo (label national de l'INSERM, le CNRS, l'INRA, le CEA, l'INRIA, l’Institut National du Cancer, la Conférence des Présidents d'Université et du Ministère de l'Enseignement supérieur, de la Recherche et de l'Innovation) située sur le Plateau Nord de Caen. Les bâtiments (8 000 m²) abritent un ensemble de laboratoires et d’équipements (biologie moléculaire, biologie cellulaire, microscopie, chimie, radiochimie, chirurgie, cyclotron, imageurs précliniques et humains).
Depuis 2017, le regroupement en une seule unité fonctionnelle avec le CURB (UNICAEN) permet une continuité d’activité sur l’ensemble du site, du niveau moléculaire jusqu’au du corps entier.
Les personnels de Cyceron participent à 5 masters ainsi qu’aux formations continues réglementaires, précliniques et en imagerie au niveau national. Chaque année, environ 20 masters et 15 docteurs en sciences issus de Cyceron sont diplômés.[réf. souhaitée]
Une cellule d’imagerie à 4 ingénieurs est créée afin d’offrir aux unités de recherche externes un accès complet aux savoir‐faire de Cyceron en termes d’acquisition et de post‐traitement d’images.
En 2025, le réseau français d'imagerie FLI a intégré la plateforme Cyceron à Caen et la plateforme Lille au hub Nord-Ouest.